# Mistral AI
Mistral AI — французький стартап у сфері штучного інтелекту (ШІ), що базується в Парижі. Він спеціалізується на відкритих великих мовних моделях (LLM). Компанія заснована у квітні 2023 року інженерами, які раніше працювали в Google DeepMind та Meta Platforms. Він набув важливості як альтернатива закритим, власницьким системам штучного інтелекту. Назва походить від містраля — потужного, холодного вітру, що дме на півдні Франції.
За оцінкою, компанія посідає четверте місце у світовій гонці штучного інтелекту та перше серед організацій за межами затоки Сан-Франциско, випереджаючи таких конкурентів, як Cohere, Hugging Face, Inflection, Perplexity та Together.

## Історія
У жовтні 2023 року Mistral AI залучає 385 мільйонів євро. До грудня 2023 року його оціночна вартість перевищила 2 мільярди доларів.
У червні 2024 року Mistral AI залучила 600 мільйонів євро в рамках раунду фінансування, збільшивши свою оцінку до 5,8 мільярда євро. Раунд, який очолювала венчурна компанія General Catalyst дозволив залучити додаткові кошти від існуючих інвесторів. Зібрані кошти призначені для підтримки розширення компанії.
У січні 2025 року Mistral AI оголосила про співпрацю з Helsing для розробки військових технологій.

## Моделі
Станом на 2025 рік, Mistral AI опублікував 23 моделі, ваги яких є загальнодоступними. Крім того, деякі моделі доступні лише через API.

### Mistral 7B
У вересні 2023 року випущено першу модель Mistral 7B, з 7,3 мільярда параметрів. Модель випустили під ліцензією Apache 2.0, і для навчання моделі використали 500 графічних процесорів.

### Mixtral 8x7B
У грудні 2023 року випущено ще одну модель — Mixtral 8x7B — із загальною кількістю параметрів 46,7 мільярда. Модель складається з 8 експертів. Для навчання використовувалася інфраструктура Scaleway.

### Mistral Large 2
У 2024 році випущено моделі серії Mistral Large 2. Вагові коефіцієнти моделі були опубліковані під власною ліцензією Mistral Research та мають 123 мільярди параметрів.

### Pixtral Large
У листопаді 2024 року опубліковано мультимодальну модель Pixtral Large. Модель базується на Mistral Large 2 та має 124 мільярди параметрів: 123 мільярди параметрів декодування та 1 мільярд параметрів шару кодування зображення.

## Інфраструктура
Компанія «Mistral» наголосила, що для навчання своїх моделей використовує потужність суперкомп'ютерів, наданих Європейською Комісією, а також інфраструктуру Microsoft.
У березні 2025 року оголосили про план будівництва центру обробки даних у Франції, з 18 000 графічних процесорів, для навчання моделі.